# Jégkorong a 2010. évi téli olimpiai játékokon (férfi selejtezők)
A 2010. évi téli olimpiai játékok férfi jégkorongtornájának selejtezői 2005. április 30. és 2009. február 8. között zajlottak.
A Nemzetközi Jégkorongszövetség által készített 2008-as világranglista első kilenc helyezettje automatikusan megszerezte az indulási jogot. Ez a világranglista a 2006-os olimpia, valamint a 2005-ös, 2006-os, 2007-es és 2008-as A csoportos világbajnokságok eredményei alapján készült.
Az ezen a világranglistán a 10. vagy annál gyengébb helyen álló csapatok egy selejtezősorozaton vettek részt, melyen a három végső győztes szerezte meg az indulási jogot.

## Indulási jogot szerző csapatok
| Esemény | Dátum                              | Helyszínek                                                           | Kvóták | Csapatok                                                                                              |
| --- | ---------------------------------- | -------------------------------------------------------------------- | ------ | --- |
| 2008-as világranglista, az alábbi események figyelembevételével: 2005-ös jégkorong-világbajnokság (Ausztria) 2006-os téli olimpia (Olaszország) 2006-os jégkorong-világbajnokság (Lettország) 2007-es jégkorong-világbajnokság (Oroszország) 2008-as jégkorong-világbajnokság (Kanada) | 2005. április 30.– 2008. május 18. | Bécs és Innsbruck Torino Riga Moszkva és Mityiscsi Québec és Halifax | 9      | Kanada Oroszország Svédország Finnország Csehország Egyesült Államok Svájc Szlovákia Fehéroroszország |
| Harmadik selejtezőkör – E csoport | 2009. február 5–8.                 | Hannover                                                             | 1      | Németország                                                                                           |
| Harmadik selejtezőkör – F csoport | 2009. február 5–8.                 | Riga                                                                 | 1      | Lettország                                                                                            |
| Harmadik selejtezőkör – G csoport | 2009. február 5–8.                 | Oslo                                                                 | 1      | Norvégia                                                                                              |
| ÖSSZESEN |                                    |                                                                      | 12     | |

## Selejtezőtornák
A tizenkét csapatos tornára a legjobb kilenc csapaton kívül huszonnégy nemzet válogatottja próbálta meg kvalifikálni magát. Emiatt egy három körből álló selejtezősorozat megrendezésére került sor.

Az első körben a 2008-as világranglistán leghátul szereplő négy csapat vett részt, ahonnan a torna győztese továbbjutott.

A második körben összesen három tornát rendeztek a 2008-as világranglista tizenkilencedik, vagy rosszabb helyen álló csapatainak, valamint az első körből továbbjutó válogatottnak. A három torna győztese továbbjutott.

A harmadik körben ismét három tornát rendeztek. Az előző körből továbbjutó csapatokon kívül a 2008-as világranglistán a tizedik és tizennyolcadik hely között lévő válogatottak vettek részt, és hasonlóan az előző körhöz, a három torna győztese indulási jogot szerzett az olimpiára.
A csoporton belüli sorrend meghatározása:
1. A Nemzetközi Jégkorongszövetség szabályzata alapján a csoportok sorrendjét elsődlegesen a több szerzett pont határozta meg.
2. Miután a jégkorongban minden tétmérkőzésen van győztes, ezért ha két csapat azonos pontot szerzett, akkor a kettejük párharcát megnyerő csapat végzett előrébb.
3. Ha kettőnél több csapatnak volt ugyanannyi pontja, akkor kizárólag az azonos pontot elérő csapatok által lejátszott mérkőzések figyelembevételével egy alcsoportot kellett létrehozni, amiben az alábbiak szerint kellett meghatározni a sorrendet:
  1. az ezeken a mérkőzésen szerzett több pont
  2. az ezeken a mérkőzéseken elért jobb gólkülönbség
  3. az ezeken a mérkőzéseken lőtt több gól
4. Ha ezek után még mindig kettőnél több csapat azonos mutatókkal rendelkezett, akkor az e csapatok után következő csapat ellen elért eredmény döntött a fenti sorrend (pont, gólkülönbség, lőtt gól) alapján, ha ez sem volt elég, akkor a következő csapat, és így tovább, mindaddig, míg az utolsó helyezett csapat elleni eredményt is figyelembe vették.
5. Ha ezek után is fennállt az egyenlőség a csapatok között, akkor a torna előtti rangsor számított.

|  | A csapat továbbjutott a következő selejtezőkörbe, vagy kijutott az olimpiára |
|  | A csapat nem jutott tovább                                                   |

### Első selejtezőkör
Mivel a világranglista első kilenc helyezettjén kívül még huszonnégy csapat jelezte részvételi szándékát, ezért szükség volt egy négycsapatos előselejtező-tornára, melyet Törökország fővárosában, Ankarában rendeztek 2008. október 9. és 11. között.

#### A csoport
| Nemzet        | M | Gy | HGy | HV | V | G+ | G- | Gk  | P |
| ------------- | - | -- | --- | -- | - | -- | -- | --- | - |
| Spanyolország | 3 | 2  | 0   | 0  | 1 | 24 | 8  | +16 | 6 |
| Bulgária      | 3 | 2  | 0   | 0  | 1 | 16 | 8  | +8  | 6 |
| Mexikó        | 3 | 2  | 0   | 0  | 1 | 16 | 12 | +4  | 6 |
| Törökország   | 3 | 0  | 0   | 0  | 3 | 3  | 31 | –28 | 0 |

Minden időpont helyi (UTC+2) idő szerint van megadva.
| 2008. október 9. 15:30 | Mexikó | 2–6 (1–2, 0–3, 1–1) | Bulgária | Genclik Spor il Mudurlugu Ice Arena, Ankara Nézőszám: 50 |

| Jegyzőkönyv | Jegyzőkönyv | Jegyzőkönyv      | Jegyzőkönyv | Jegyzőkönyv                                                                 |
| --- | ----------- | ---------------- | ----------- | --------------------------------------------------------------------------- |
| |             |                  |             | Játékvezető: Bourreau (francia) Vonalbírók: Mayer (magyar) Ozbukucu (török) |
| \| \| 0–1 \| 06:08 - Muhachov \| \| \| 0–2 \| 11:58 - Muhachov \| \| Arroyo - 13:09 \| 1–2 \| \| \| \| 1–3 \| 26:00 - Yotov \| \| \| 1–4 \| 31:41 - Yotov \| \| \| 1–5 \| 32:09 - Mladenov \| \| O Farrill - 49:50 \| 2–5 \| \| \| \| 2–6 \| 55:54 - Muhachov \| |             |                  |             |                                                                             |
| 30 perc | Büntetések  | 42 perc          |             |                                                                             |
| |             |                  |             |                                                                             |
| | 0–1         | 06:08 - Muhachov |             |                                                                             |
| | 0–2         | 11:58 - Muhachov |             |                                                                             |
| Arroyo - 13:09 | 1–2         |                  |             |                                                                             |
| | 1–3         | 26:00 - Yotov    |             |                                                                             |
| | 1–4         | 31:41 - Yotov    |             |                                                                             |
| | 1–5         | 32:09 - Mladenov |             |                                                                             |
| O Farrill - 49:50 | 2–5         |                  |             |                                                                             |
| | 2–6         | 55:54 - Muhachov |             |                                                                             |

| 2008. október 9. 19:00 | Spanyolország | 14–1 (2–1, 6–0, 6–0) | Törökország | Genclik Spor il Mudurlugu Ice Arena, Ankara Nézőszám: 465 |

| Jegyzőkönyv | Jegyzőkönyv | Jegyzőkönyv    | Jegyzőkönyv | Jegyzőkönyv                                                               |
| --- | ----------- | -------------- | ----------- | ------------------------------------------------------------------------- |
| |             |                |             | Játékvezető: Thompson (brit) Vonalbírók: Gasparik (szlovák) Kalse (belga) |
| \| \| 0–1 \| 00:28 - Coskun \| \| Roshchyn - 02:37 \| 1–1 \| \| \| Santanatalia - 17:54 \| 2–1 \| \| \| Gracia - 27:20 \| 3–1 \| \| \| Barnola - 30:41 \| 4–1 \| \| \| Pedraz - 33:14 \| 5–1 \| \| \| Bernet - 34:40 \| 6–1 \| \| \| Gracia - 37:20 \| 7–1 \| \| \| Codina - 38:20 \| 8–1 \| \| \| Roshchyn - 46:33 \| 9–1 \| \| \| J. Munoz - 48:37 \| 10–1 \| \| \| P. Munoz - 55:25 \| 11–1 \| \| \| Pedraz - 56:50 \| 12–1 \| \| \| Codina - 58:57 \| 13–1 \| \| \| Santanatalia - 59:57 \| 14–1 \| \| |             |                |             |                                                                           |
| 18 perc | Büntetések  | 52 perc        |             |                                                                           |
| |             |                |             |                                                                           |
| | 0–1         | 00:28 - Coskun |             |                                                                           |
| Roshchyn - 02:37 | 1–1         |                |             |                                                                           |
| Santanatalia - 17:54 | 2–1         |                |             |                                                                           |
| Gracia - 27:20 | 3–1         |                |             |                                                                           |
| Barnola - 30:41 | 4–1         |                |             |                                                                           |
| Pedraz - 33:14 | 5–1         |                |             |                                                                           |
| Bernet - 34:40 | 6–1         |                |             |                                                                           |
| Gracia - 37:20 | 7–1         |                |             |                                                                           |
| Codina - 38:20 | 8–1         |                |             |                                                                           |
| Roshchyn - 46:33 | 9–1         |                |             |                                                                           |
| J. Munoz - 48:37 | 10–1        |                |             |                                                                           |
| P. Munoz - 55:25 | 11–1        |                |             |                                                                           |
| Pedraz - 56:50 | 12–1        |                |             |                                                                           |
| Codina - 58:57 | 13–1        |                |             |                                                                           |
| Santanatalia - 59:57 | 14–1        |                |             |                                                                           |

| 2008. október 10. 15:30 | Spanyolország | 4–5 (3–2, 1–2, 0–1) | Mexikó | Genclik Spor il Mudurlugu Ice Arena, Ankara Nézőszám: 125 |

| Jegyzőkönyv | Jegyzőkönyv | Jegyzőkönyv       | Jegyzőkönyv | Jegyzőkönyv                                                                  |
| --- | ----------- | ----------------- | ----------- | ---------------------------------------------------------------------------- |
| |             |                   |             | Játékvezető: Bekkers (belga) Vonalbírók: Ozbukucu (török) Toparceanu (román) |
| \| G. Betran - 03:45 \| 1–0 \| \| \| \| 1–1 \| 06:29 - Arroyo \| \| Hernandez - 11:51 \| 2–1 \| \| \| \| 2–2 \| 15:34 - Cervantes \| \| P. Munoz - 18:16 \| 3–2 \| \| \| \| 3–3 \| 27:53 - Canseco \| \| P. Munoz - 34:28 \| 4–3 \| \| \| \| 4–4 \| 39:08 - Sierra \| \| \| 4–5 \| 51:05 - Arroyo \| |             |                   |             |                                                                              |
| 26 perc | Büntetések  | 36 perc           |             |                                                                              |
| |             |                   |             |                                                                              |
| G. Betran - 03:45 | 1–0         |                   |             |                                                                              |
| | 1–1         | 06:29 - Arroyo    |             |                                                                              |
| Hernandez - 11:51 | 2–1         |                   |             |                                                                              |
| | 2–2         | 15:34 - Cervantes |             |                                                                              |
| P. Munoz - 18:16 | 3–2         |                   |             |                                                                              |
| | 3–3         | 27:53 - Canseco   |             |                                                                              |
| P. Munoz - 34:28 | 4–3         |                   |             |                                                                              |
| | 4–4         | 39:08 - Sierra    |             |                                                                              |
| | 4–5         | 51:05 - Arroyo    |             |                                                                              |

| 2008. október 10. 19:00 | Bulgária | 8–0 (2–0, 3–0, 3–0) | Törökország | Genclik Spor il Mudurlugu Ice Arena, Ankara Nézőszám: 350 |

| Jegyzőkönyv | Jegyzőkönyv | Jegyzőkönyv | Jegyzőkönyv | Jegyzőkönyv                                                                   |
| --- | ----------- | ----------- | ----------- | ----------------------------------------------------------------------------- |
| |             |             |             | Játékvezető: Bourreau (francia) Vonalbírók: Gasparik (szlovák) Mayer (magyar) |
| \| Muhachov - 03:30 \| 1–0 \| \| \| Muhachov - 19:41 \| 2–0 \| \| \| Morgunov - 27:40 \| 3–0 \| \| \| Hristov - 31:42 \| 4–0 \| \| \| Bachvarov - 38:20 \| 5–0 \| \| \| Yotov - 51:45 \| 6–0 \| \| \| Hristov - 53:49 \| 7–0 \| \| \| Bachvarov - 55:46 \| 8–0 \| \| |             |             |             |                                                                               |
| 16 perc | Büntetések  | 24 perc     |             |                                                                               |
| |             |             |             |                                                                               |
| Muhachov - 03:30 | 1–0         |             |             |                                                                               |
| Muhachov - 19:41 | 2–0         |             |             |                                                                               |
| Morgunov - 27:40 | 3–0         |             |             |                                                                               |
| Hristov - 31:42 | 4–0         |             |             |                                                                               |
| Bachvarov - 38:20 | 5–0         |             |             |                                                                               |
| Yotov - 51:45 | 6–0         |             |             |                                                                               |
| Hristov - 53:49 | 7–0         |             |             |                                                                               |
| Bachvarov - 55:46 | 8–0         |             |             |                                                                               |

| 2008. október 11. 14:30 | Bulgária | 2–6 (0–1, 1–4, 1–1) | Spanyolország | Genclik Spor il Mudurlugu Ice Arena, Ankara Nézőszám: 146 |

| Jegyzőkönyv | Jegyzőkönyv | Jegyzőkönyv       | Jegyzőkönyv | Jegyzőkönyv                                                                  |
| --- | ----------- | ----------------- | ----------- | ---------------------------------------------------------------------------- |
| |             |                   |             | Játékvezető: Thompson (brit) Vonalbírók: Gasparik (szlovák) Ozbukucu (török) |
| \| \| 0–1 \| 04:30 - Codina \| \| \| 0–2 \| 24:43 - A. Betran \| \| \| 0–3 \| 25:11 - Brabo \| \| \| 0–4 \| 27:41 - J. Munoz \| \| \| 0–5 \| 29:09 - J. Munoz \| \| Yotov - 30:53 \| 1–5 \| \| \| \| 1–6 \| 44:45 - G. Betran \| \| Yotov - 47:27 \| 2–6 \| \| |             |                   |             |                                                                              |
| 30 perc | Büntetések  | 24 perc           |             |                                                                              |
| |             |                   |             |                                                                              |
| | 0–1         | 04:30 - Codina    |             |                                                                              |
| | 0–2         | 24:43 - A. Betran |             |                                                                              |
| | 0–3         | 25:11 - Brabo     |             |                                                                              |
| | 0–4         | 27:41 - J. Munoz  |             |                                                                              |
| | 0–5         | 29:09 - J. Munoz  |             |                                                                              |
| Yotov - 30:53 | 1–5         |                   |             |                                                                              |
| | 1–6         | 44:45 - G. Betran |             |                                                                              |
| Yotov - 47:27 | 2–6         |                   |             |                                                                              |

| 2008. október 11. 18:00 | Törökország | 2–9 (0–3, 1–2, 1–4) | Mexikó | Genclik Spor il Mudurlugu Ice Arena, Ankara Nézőszám: 256 |

| Jegyzőkönyv | Jegyzőkönyv | Jegyzőkönyv       | Jegyzőkönyv | Jegyzőkönyv                                                               |
| --- | ----------- | ----------------- | ----------- | ------------------------------------------------------------------------- |
| |             |                   |             | Játékvezető: Bekkers (belga) Vonalbírók: Kalse (belga) Toparceanu (román) |
| \| \| 0–1 \| 06:06 - Glennie \| \| \| 0–2 \| 15:56 - Sierra \| \| \| 0–3 \| 17:08 - Cervantes \| \| \| 0–4 \| 23:07 - Arroyo \| \| \| 0–5 \| 28:39 - Arroyo \| \| Akyildiz - 34:48 \| 1–5 \| \| \| Ince - 41:18 \| 2–5 \| \| \| \| 2–6 \| 44:18 - Zavala \| \| \| 2–7 \| 49:00 - Roberts \| \| \| 2–8 \| 50:22 - Barberena \| \| \| 2–9 \| 57:03 - Glennie \| |             |                   |             |                                                                           |
| 28 perc | Büntetések  | 16 perc           |             |                                                                           |
| |             |                   |             |                                                                           |
| | 0–1         | 06:06 - Glennie   |             |                                                                           |
| | 0–2         | 15:56 - Sierra    |             |                                                                           |
| | 0–3         | 17:08 - Cervantes |             |                                                                           |
| | 0–4         | 23:07 - Arroyo    |             |                                                                           |
| | 0–5         | 28:39 - Arroyo    |             |                                                                           |
| Akyildiz - 34:48 | 1–5         |                   |             |                                                                           |
| Ince - 41:18 | 2–5         |                   |             |                                                                           |
| | 2–6         | 44:18 - Zavala    |             |                                                                           |
| | 2–7         | 49:00 - Roberts   |             |                                                                           |
| | 2–8         | 50:22 - Barberena |             |                                                                           |
| | 2–9         | 57:03 - Glennie   |             |                                                                           |

### Második selejtezőkör
A második selejtezőkörben elméletileg a 2008-as világranglista 19–30. helyezett csapatai vettek volna részt, azonban a huszonnyolcadik Kína helyett az első selejtezőkört megnyerő Spanyolország indult.

#### B csoport
Ennek a csoportnak a mérkőzéseit az észtországi Narva városában rendezték 2008. november 6. és 9. között.
| Nemzet        | M | Gy | HGy | HV | V | G+ | G- | Gk  | P |
| ------------- | - | -- | --- | -- | - | -- | -- | --- | - |
| Kazahsztán    | 3 | 3  | 0   | 0  | 0 | 31 | 2  | +29 | 9 |
| Észtország    | 3 | 2  | 0   | 0  | 1 | 14 | 12 | +2  | 6 |
| Hollandia     | 3 | 1  | 0   | 0  | 2 | 10 | 14 | –4  | 3 |
| Spanyolország | 3 | 0  | 0   | 0  | 3 | 2  | 29 | –27 | 0 |

Minden időpont helyi (UTC+2) idő szerint van megadva.
| 2008. november 6. 16:00 | Kazahsztán | 17–0 (7–0, 6–0, 4–0) | Spanyolország | Kreenholm Ice Hall, Narva Nézőszám: 432 |

| Jegyzőkönyv | Jegyzőkönyv | Jegyzőkönyv | Jegyzőkönyv | Jegyzőkönyv                                                          |
| --- | ----------- | ----------- | ----------- | -------------------------------------------------------------------- |
| |             |             |             | Játékvezető: Garda (lett) Vonalbírók: Korsaks (lett) Semionov (észt) |
| \| Starchenko - 01:03 \| 1–0 \| \| \| Shin - 01:56 \| 2–0 \| \| \| Krasnoslabotsev - 02:08 \| 3–0 \| \| \| Gavrilin - 04:16 \| 4–0 \| \| \| Smolyaninov - 09:21 \| 5–0 \| \| \| Vyatkin - 12:57 \| 6–0 \| \| \| Lakiza - 15:36 \| 7–0 \| \| \| Alexandrov - 27:37 \| 8–0 \| \| \| Savchenko - 28:32 \| 9–0 \| \| \| Zhailauov - 30:01 \| 10–0 \| \| \| Spiridonov - 36:11 \| 11–0 \| \| \| Shin - 36:49 \| 12–0 \| \| \| Zhailauov - 39:00 \| 13–0 \| \| \| Kostrikov - 48:58 \| 14–0 \| \| \| Gavrilin - 51:36 \| 15–0 \| \| \| Kostrikov - 53:33 \| 16–0 \| \| \| Yessirkenov - 59:02 \| 17–0 \| \| |             |             |             |                                                                      |
| 10 perc | Büntetések  | 12 perc     |             |                                                                      |
| |             |             |             |                                                                      |
| Starchenko - 01:03 | 1–0         |             |             |                                                                      |
| Shin - 01:56 | 2–0         |             |             |                                                                      |
| Krasnoslabotsev - 02:08 | 3–0         |             |             |                                                                      |
| Gavrilin - 04:16 | 4–0         |             |             |                                                                      |
| Smolyaninov - 09:21 | 5–0         |             |             |                                                                      |
| Vyatkin - 12:57 | 6–0         |             |             |                                                                      |
| Lakiza - 15:36 | 7–0         |             |             |                                                                      |
| Alexandrov - 27:37 | 8–0         |             |             |                                                                      |
| Savchenko - 28:32 | 9–0         |             |             |                                                                      |
| Zhailauov - 30:01 | 10–0        |             |             |                                                                      |
| Spiridonov - 36:11 | 11–0        |             |             |                                                                      |
| Shin - 36:49 | 12–0        |             |             |                                                                      |
| Zhailauov - 39:00 | 13–0        |             |             |                                                                      |
| Kostrikov - 48:58 | 14–0        |             |             |                                                                      |
| Gavrilin - 51:36 | 15–0        |             |             |                                                                      |
| Kostrikov - 53:33 | 16–0        |             |             |                                                                      |
| Yessirkenov - 59:02 | 17–0        |             |             |                                                                      |

| 2008. november 6. 20:00 | Hollandia | 4–6 (2–1, 1–1, 1–4) | Észtország | Kreenholm Ice Hall, Narva Nézőszám: 560 |

| Jegyzőkönyv | Jegyzőkönyv | Jegyzőkönyv       | Jegyzőkönyv | Jegyzőkönyv                                                                    |
| --- | ----------- | ----------------- | ----------- | ------------------------------------------------------------------------------ |
| |             |                   |             | Játékvezető: Biriukov (orosz) Vonalbírók: Matheson (norvég) Mikhaevich (orosz) |
| \| Smulders - 04:20 \| 1–0 \| \| \| Kars - 09:52 \| 2–0 \| \| \| \| 2–1 \| 18:55 - Ivanov \| \| \| 2–2 \| 30:27 - Sorokin \| \| van Bentem - 35:23 \| 3–2 \| \| \| Schaafsma - 42:52 \| 4–2 \| \| \| \| 4–3 \| 43:25 - Suvaoja \| \| \| 4–4 \| 45:44 - Titarenko \| \| \| 4–5 \| 54:11 - Kuznetsov \| \| \| 4–6 \| 59:29 - Sibirtsev \| |             |                   |             |                                                                                |
| 12 perc | Büntetések  | 12 perc           |             |                                                                                |
| |             |                   |             |                                                                                |
| Smulders - 04:20 | 1–0         |                   |             |                                                                                |
| Kars - 09:52 | 2–0         |                   |             |                                                                                |
| | 2–1         | 18:55 - Ivanov    |             |                                                                                |
| | 2–2         | 30:27 - Sorokin   |             |                                                                                |
| van Bentem - 35:23 | 3–2         |                   |             |                                                                                |
| Schaafsma - 42:52 | 4–2         |                   |             |                                                                                |
| | 4–3         | 43:25 - Suvaoja   |             |                                                                                |
| | 4–4         | 45:44 - Titarenko |             |                                                                                |
| | 4–5         | 54:11 - Kuznetsov |             |                                                                                |
| | 4–6         | 59:29 - Sibirtsev |             |                                                                                |

| 2008. november 7. 16:00 | Hollandia | 4–1 (0–1, 2–0, 2–0) | Spanyolország | Kreenholm Ice Hall, Narva Nézőszám: 155 |

| Jegyzőkönyv | Jegyzőkönyv | Jegyzőkönyv      | Jegyzőkönyv | Jegyzőkönyv                                                              |
| --- | ----------- | ---------------- | ----------- | ------------------------------------------------------------------------ |
| |             |                  |             | Játékvezető: Solem (norvég) Vonalbírók: Korsaks (lett) Matheson (norvég) |
| \| \| 0–1 \| 19:05 - P. Munoz \| \| Tummers - 20:24 \| 1–1 \| \| \| Kars - 24:58 \| 2–1 \| \| \| Postma - 45:07 \| 3–1 \| \| \| Postma - 54:49 \| 4–1 \| \| |             |                  |             |                                                                          |
| 24 perc | Büntetések  | 20 perc          |             |                                                                          |
| |             |                  |             |                                                                          |
| | 0–1         | 19:05 - P. Munoz |             |                                                                          |
| Tummers - 20:24 | 1–1         |                  |             |                                                                          |
| Kars - 24:58 | 2–1         |                  |             |                                                                          |
| Postma - 45:07 | 3–1         |                  |             |                                                                          |
| Postma - 54:49 | 4–1         |                  |             |                                                                          |

| 2008. november 7. 20:00 | Észtország | 0–7 (0–4, 0–2, 0–1) | Kazahsztán | Kreenholm Ice Hall, Narva Nézőszám: 1200 |

| Jegyzőkönyv | Jegyzőkönyv | Jegyzőkönyv        | Jegyzőkönyv | Jegyzőkönyv                                                          |
| --- | ----------- | ------------------ | ----------- | -------------------------------------------------------------------- |
| |             |                    |             | Játékvezető: Garda (lett) Vonalbírók: Mikhaevich (orosz) Suni (finn) |
| \| \| 0–1 \| 06:21 - Starchenko \| \| \| 0–2 \| 08:56 - Fadeyev \| \| \| 0–3 \| 09:56 - Spiridonov \| \| \| 0–4 \| 12:58 - Spiridonov \| \| \| 0–5 \| 23:22 - Alexandrov \| \| \| 0–6 \| 29:21 - Litvinenko \| \| \| 0–7 \| 42:04 - Zhailauov \| |             |                    |             |                                                                      |
| 26 perc | Büntetések  | 8 perc             |             |                                                                      |
| |             |                    |             |                                                                      |
| | 0–1         | 06:21 - Starchenko |             |                                                                      |
| | 0–2         | 08:56 - Fadeyev    |             |                                                                      |
| | 0–3         | 09:56 - Spiridonov |             |                                                                      |
| | 0–4         | 12:58 - Spiridonov |             |                                                                      |
| | 0–5         | 23:22 - Alexandrov |             |                                                                      |
| | 0–6         | 29:21 - Litvinenko |             |                                                                      |
| | 0–7         | 42:04 - Zhailauov  |             |                                                                      |

| 2008. november 9. 16:00 | Kazahsztán | 7–2 (2–1, 3–1, 2–0) | Hollandia | Kreenholm Ice Hall, Narva Nézőszám: 206 |

| Jegyzőkönyv | Jegyzőkönyv | Jegyzőkönyv       | Jegyzőkönyv | Jegyzőkönyv                                                           |
| --- | ----------- | ----------------- | ----------- | --------------------------------------------------------------------- |
| |             |                   |             | Játékvezető: Biriukov (orosz) Vonalbírók: Semionov (észt) Suni (finn) |
| \| Krasnoslabotsev - 03:36 \| 1–0 \| \| \| \| 1–1 \| 05:21 - Natte \| \| Zhailauov - 12:55 \| 2–1 \| \| \| Rymarev - 22:28 \| 3–1 \| \| \| \| 3–2 \| 27:44 - Schaafsma \| \| Gavrilin - 37:27 \| 4–2 \| \| \| Spiridonov - 38:52 \| 5–2 \| \| \| Solarev - 42:01 \| 6–2 \| \| \| Solarev - 52:56 \| 7–2 \| \| |             |                   |             |                                                                       |
| 31 perc | Büntetések  | 16 perc           |             |                                                                       |
| |             |                   |             |                                                                       |
| Krasnoslabotsev - 03:36 | 1–0         |                   |             |                                                                       |
| | 1–1         | 05:21 - Natte     |             |                                                                       |
| Zhailauov - 12:55 | 2–1         |                   |             |                                                                       |
| Rymarev - 22:28 | 3–1         |                   |             |                                                                       |
| | 3–2         | 27:44 - Schaafsma |             |                                                                       |
| Gavrilin - 37:27 | 4–2         |                   |             |                                                                       |
| Spiridonov - 38:52 | 5–2         |                   |             |                                                                       |
| Solarev - 42:01 | 6–2         |                   |             |                                                                       |
| Solarev - 52:56 | 7–2         |                   |             |                                                                       |

| 2008. november 9. 20:00 | Spanyolország | 1–8 (0–2, 1–3, 0–3) | Észtország | Kreenholm Ice Hall, Narva Nézőszám: 635 |

| Jegyzőkönyv | Jegyzőkönyv | Jegyzőkönyv       | Jegyzőkönyv | Jegyzőkönyv                                                              |
| --- | ----------- | ----------------- | ----------- | ------------------------------------------------------------------------ |
| |             |                   |             | Játékvezető: Solem (norvég) Vonalbírók: Korsaks (lett) Matheson (norvég) |
| \| \| 0–1 \| 08:43 - Sorokin \| \| \| 0–2 \| 12:33 - Ossipov \| \| \| 0–3 \| 21:56 - O. Sildre \| \| \| 0–4 \| 23:18 - Titarenko \| \| Pedraz \| 1–4 \| \| \| \| 1–5 \| 37:27 - Jastrebov \| \| \| 1–6 \| 41:02 - O. Sildre \| \| \| 1–7 \| 46:00 - P. Sildre \| \| \| 1–8 \| 56:39 - Sibirtsev \| |             |                   |             |                                                                          |
| 12 perc | Büntetések  | 8 perc            |             |                                                                          |
| |             |                   |             |                                                                          |
| | 0–1         | 08:43 - Sorokin   |             |                                                                          |
| | 0–2         | 12:33 - Ossipov   |             |                                                                          |
| | 0–3         | 21:56 - O. Sildre |             |                                                                          |
| | 0–4         | 23:18 - Titarenko |             |                                                                          |
| Pedraz | 1–4         |                   |             |                                                                          |
| | 1–5         | 37:27 - Jastrebov |             |                                                                          |
| | 1–6         | 41:02 - O. Sildre |             |                                                                          |
| | 1–7         | 46:00 - P. Sildre |             |                                                                          |
| | 1–8         | 56:39 - Sibirtsev |             |                                                                          |

#### C csoport
Ennek a csoportnak a mérkőzéseit Budapesten rendezték 2008. november 7. és 9. között.
| Nemzet       | M | Gy | HGy | HV | V | G+ | G- | Gk  | P |
| ------------ | - | -- | --- | -- | - | -- | -- | --- | - |
| Magyarország | 3 | 3  | 0   | 0  | 0 | 20 | 4  | +16 | 9 |
| Litvánia     | 3 | 2  | 0   | 0  | 1 | 13 | 9  | +4  | 6 |
| Horvátország | 3 | 1  | 0   | 0  | 2 | 8  | 11 | –3  | 3 |
| Szerbia      | 3 | 0  | 0   | 0  | 3 | 4  | 21 | –17 | 0 |

Minden időpont helyi (UTC+1) idő szerint van megadva.
| 2008. november 7. 14:30 | Litvánia | 4–2 (0–2, 3–0, 1–0) | Horvátország | Papp László Budapest Sportaréna, Budapest Nézőszám: 400 |

| Jegyzőkönyv | Jegyzőkönyv | Jegyzőkönyv       | Jegyzőkönyv | Jegyzőkönyv                                                               |
| --- | ----------- | ----------------- | ----------- | ------------------------------------------------------------------------- |
| |             |                   |             | Játékvezető: Andersen (dán) Vonalbírók: Abonyi (magyar) Bouguin (francia) |
| \| \| 0–1 \| 07:33 - Ciganovic \| \| \| 0–2 \| 19:59 - Zibret \| \| Nekrasevicius - 28:21 \| 1–2 \| \| \| Vaiciukevicius - 30:23 \| 2–2 \| \| \| M. Slikas - 37:01 \| 3–2 \| \| \| Aliukonis - 40:27 \| 4–2 \| \| |             |                   |             |                                                                           |
| 28 perc | Büntetések  | 18 perc           |             |                                                                           |
| |             |                   |             |                                                                           |
| | 0–1         | 07:33 - Ciganovic |             |                                                                           |
| | 0–2         | 19:59 - Zibret    |             |                                                                           |
| Nekrasevicius - 28:21 | 1–2         |                   |             |                                                                           |
| Vaiciukevicius - 30:23 | 2–2         |                   |             |                                                                           |
| M. Slikas - 37:01 | 3–2         |                   |             |                                                                           |
| Aliukonis - 40:27 | 4–2         |                   |             |                                                                           |

| 2008. november 7. 18:00 | Magyarország | 9–1 (4–0, 1–1, 4–0) | Szerbia | Papp László Budapest Sportaréna, Budapest Nézőszám: 6500 |

| Jegyzőkönyv | Jegyzőkönyv | Jegyzőkönyv   | Jegyzőkönyv | Jegyzőkönyv                                                         |
| --- | ----------- | ------------- | ----------- | ------------------------------------------------------------------- |
| |             |               |             | Játékvezető: Chernyshov (észt) Vonalbírók: Lyth (svéd) Pesek (cseh) |
| \| Svasznek - 02:37 \| 1–0 \| \| \| Ondrejcik - 12:19 \| 2–0 \| \| \| Ladányi - 13:58 \| 3–0 \| \| \| Palkovics - 16:38 \| 4–0 \| \| \| Ondrejcik - 23:04 \| 5–0 \| \| \| \| 5–1 \| 30:19 - Pajic \| \| Ocskay - 43:08 \| 6–1 \| \| \| Vaszjunyin - 47:28 \| 7–1 \| \| \| Vas J. - 47:53 \| 8–1 \| \| \| Horváth - 54:18 \| 9–1 \| \| |             |               |             |                                                                     |
| 12 perc | Büntetések  | 14 perc       |             |                                                                     |
| |             |               |             |                                                                     |
| Svasznek - 02:37 | 1–0         |               |             |                                                                     |
| Ondrejcik - 12:19 | 2–0         |               |             |                                                                     |
| Ladányi - 13:58 | 3–0         |               |             |                                                                     |
| Palkovics - 16:38 | 4–0         |               |             |                                                                     |
| Ondrejcik - 23:04 | 5–0         |               |             |                                                                     |
| | 5–1         | 30:19 - Pajic |             |                                                                     |
| Ocskay - 43:08 | 6–1         |               |             |                                                                     |
| Vaszjunyin - 47:28 | 7–1         |               |             |                                                                     |
| Vas J. - 47:53 | 8–1         |               |             |                                                                     |
| Horváth - 54:18 | 9–1         |               |             |                                                                     |

| 2008. november 8. 14:00 | Litvánia | 7–2 (0–1, 4–1, 3–0) | Szerbia | Papp László Budapest Sportaréna, Budapest Nézőszám: 1500 |

| Jegyzőkönyv | Jegyzőkönyv | Jegyzőkönyv     | Jegyzőkönyv | Jegyzőkönyv                                                           |
| --- | ----------- | --------------- | ----------- | --------------------------------------------------------------------- |
| |             |                 |             | Játékvezető: Aumüller (német) Vonalbírók: Abonyi (magyar) Lyth (svéd) |
| \| \| 0–1 \| 17:03 - Nadaski \| \| Ivanuskin - 26:49 \| 1–1 \| \| \| Kuliesius - 29:29 \| 2–1 \| \| \| \| 2–2 \| 30:23 - Pajic \| \| Bernatavicius - 36:18 \| 3–2 \| \| \| Kuliesius - 36:36 \| 4–2 \| \| \| K. Slikas - 49:57 \| 5–2 \| \| \| Kulevicius - 50:55 \| 6–2 \| \| \| Kaminskas - 58:27 \| 7–2 \| \| |             |                 |             |                                                                       |
| 34 perc | Büntetések  | 28 perc         |             |                                                                       |
| |             |                 |             |                                                                       |
| | 0–1         | 17:03 - Nadaski |             |                                                                       |
| Ivanuskin - 26:49 | 1–1         |                 |             |                                                                       |
| Kuliesius - 29:29 | 2–1         |                 |             |                                                                       |
| | 2–2         | 30:23 - Pajic   |             |                                                                       |
| Bernatavicius - 36:18 | 3–2         |                 |             |                                                                       |
| Kuliesius - 36:36 | 4–2         |                 |             |                                                                       |
| K. Slikas - 49:57 | 5–2         |                 |             |                                                                       |
| Kulevicius - 50:55 | 6–2         |                 |             |                                                                       |
| Kaminskas - 58:27 | 7–2         |                 |             |                                                                       |

| 2008. november 8. 17:30 | Horvátország | 1–6 (0–2, 0–3, 1–1) | Magyarország | Papp László Budapest Sportaréna, Budapest Nézőszám: 7898 |

| Jegyzőkönyv | Jegyzőkönyv | Jegyzőkönyv       | Jegyzőkönyv | Jegyzőkönyv                                                             |
| --- | ----------- | ----------------- | ----------- | ----------------------------------------------------------------------- |
| |             |                   |             | Játékvezető: Andersen (dán) Vonalbírók: Bouguin (francia) Dalton (brit) |
| \| \| 0–1 \| 06:06 - Horváth \| \| \| 0–2 \| 08:40 - Ocskay \| \| \| 0–3 \| 25:54 - Vas J. \| \| \| 0–4 \| 28:59 - Peterdi \| \| \| 0–5 \| 39:34 - Ondrejcik \| \| Ciganovic - 45:22 \| 1–5 \| \| \| \| 1–6 \| 59:04 - Fekete \| |             |                   |             |                                                                         |
| 32 perc | Büntetések  | 14 perc           |             |                                                                         |
| |             |                   |             |                                                                         |
| | 0–1         | 06:06 - Horváth   |             |                                                                         |
| | 0–2         | 08:40 - Ocskay    |             |                                                                         |
| | 0–3         | 25:54 - Vas J.    |             |                                                                         |
| | 0–4         | 28:59 - Peterdi   |             |                                                                         |
| | 0–5         | 39:34 - Ondrejcik |             |                                                                         |
| Ciganovic - 45:22 | 1–5         |                   |             |                                                                         |
| | 1–6         | 59:04 - Fekete    |             |                                                                         |

| 2008. november 9. 14:00 | Szerbia | 1–5 (0–1, 1–3, 0–1) | Horvátország | Papp László Budapest Sportaréna, Budapest Nézőszám: 1683 |

| Jegyzőkönyv | Jegyzőkönyv | Jegyzőkönyv       | Jegyzőkönyv | Jegyzőkönyv                                                                |
| --- | ----------- | ----------------- | ----------- | -------------------------------------------------------------------------- |
| |             |                   |             | Játékvezető: Chernyshov (észt) Vonalbírók: Bouguin (francia) Dalton (brit) |
| \| \| 0–1 \| 11:01 - Grozaj \| \| \| 0–2 \| 20:32 - Ciganovic \| \| Sretovic - 34:26 \| 1–2 \| \| \| \| 1–3 \| 35:42 - Ciganovic \| \| \| 1–4 \| 38:06 - Lovrencic \| \| \| 1–5 \| 56:22 - Kanaet \| |             |                   |             |                                                                            |
| 30 perc | Büntetések  | 22 perc           |             |                                                                            |
| |             |                   |             |                                                                            |
| | 0–1         | 11:01 - Grozaj    |             |                                                                            |
| | 0–2         | 20:32 - Ciganovic |             |                                                                            |
| Sretovic - 34:26 | 1–2         |                   |             |                                                                            |
| | 1–3         | 35:42 - Ciganovic |             |                                                                            |
| | 1–4         | 38:06 - Lovrencic |             |                                                                            |
| | 1–5         | 56:22 - Kanaet    |             |                                                                            |

| 2008. november 9. 17:30 | Magyarország | 5–2 (3–1, 0–0, 2–1) | Litvánia | Papp László Budapest Sportaréna, Budapest Nézőszám: 8520 |

| Jegyzőkönyv | Jegyzőkönyv | Jegyzőkönyv       | Jegyzőkönyv | Jegyzőkönyv                                                        |
| --- | ----------- | ----------------- | ----------- | ------------------------------------------------------------------ |
| |             |                   |             | Játékvezető: Aumüller (német) Vonalbírók: Lyth (svéd) Pesek (cseh) |
| \| Vas J. - 06:42 \| 1–0 \| \| \| Holéczy - 08:43 \| 2–0 \| \| \| \| 2–1 \| 13:14 - Kuliesius \| \| Ladányi - 13:57 \| 3–1 \| \| \| \| 3–2 \| 47:23 - Kaminskas \| \| Vas J. - 48:51 \| 4–2 \| \| \| Palkovics - 51:14 \| 5–2 \| \| |             |                   |             |                                                                    |
| 20 perc | Büntetések  | 24 perc           |             |                                                                    |
| |             |                   |             |                                                                    |
| Vas J. - 06:42 | 1–0         |                   |             |                                                                    |
| Holéczy - 08:43 | 2–0         |                   |             |                                                                    |
| | 2–1         | 13:14 - Kuliesius |             |                                                                    |
| Ladányi - 13:57 | 3–1         |                   |             |                                                                    |
| | 3–2         | 47:23 - Kaminskas |             |                                                                    |
| Vas J. - 48:51 | 4–2         |                   |             |                                                                    |
| Palkovics - 51:14 | 5–2         |                   |             |                                                                    |

#### D csoport
Ennek a csoportnak a mérkőzéseit a lengyelországi Sánókban rendezték 2008. november 6. és 9. között.
| Nemzet         | M | Gy | HGy | HV | V | G+ | G- | Gk  | P |
| -------------- | - | -- | --- | -- | - | -- | -- | --- | - |
| Japán          | 3 | 3  | 0   | 0  | 0 | 12 | 2  | +10 | 9 |
| Lengyelország  | 3 | 1  | 1   | 0  | 1 | 13 | 6  | +7  | 5 |
| Nagy-Britannia | 3 | 1  | 0   | 1  | 1 | 14 | 6  | +8  | 4 |
| Románia        | 3 | 0  | 0   | 0  | 3 | 2  | 27 | –25 | 0 |

Minden időpont helyi (UTC+1) idő szerint van megadva.
| 2008. november 6. 15:30 | Japán | 7–0 (3–0, 3–0, 1–0) | Románia | Sanok Arena, Sánók Nézőszám: 600 |

| Jegyzőkönyv | Jegyzőkönyv | Jegyzőkönyv | Jegyzőkönyv | Jegyzőkönyv                                                            |
| --- | ----------- | ----------- | ----------- | ---------------------------------------------------------------------- |
| |             |             |             | Játékvezető: Schimm (német) Vonalbírók: Klich (lengyel) Linnek (német) |
| \| Tanaka - 07:32 \| 1–0 \| \| \| Yamashita - 08:54 \| 2–0 \| \| \| Domeki - 19:08 \| 3–0 \| \| \| Iimura - 22:35 \| 4–0 \| \| \| Ogawa M. - 36:15 \| 5–0 \| \| \| Iimura - 38:45 \| 6–0 \| \| \| Yamashita - 42:06 \| 7–0 \| \| |             |             |             |                                                                        |
| 10 perc | Büntetések  | 26 perc     |             |                                                                        |
| |             |             |             |                                                                        |
| Tanaka - 07:32 | 1–0         |             |             |                                                                        |
| Yamashita - 08:54 | 2–0         |             |             |                                                                        |
| Domeki - 19:08 | 3–0         |             |             |                                                                        |
| Iimura - 22:35 | 4–0         |             |             |                                                                        |
| Ogawa M. - 36:15 | 5–0         |             |             |                                                                        |
| Iimura - 38:45 | 6–0         |             |             |                                                                        |
| Yamashita - 42:06 | 7–0         |             |             |                                                                        |

| 2008. november 6. 19:30 | Lengyelország | 3–2 (SZ) (1–1, 1–0, 0–1, 0–0, 1–0) | Nagy-Britannia | Sanok Arena, Sánók Nézőszám: 2500 |

| Jegyzőkönyv | Jegyzőkönyv | Jegyzőkönyv    | Jegyzőkönyv | Jegyzőkönyv                                                           |
| --- | ----------- | -------------- | ----------- | --------------------------------------------------------------------- |
| |             |                |             | Játékvezető: Husicka (cseh) Vonalbírók: Gajan (szlovák) Zatta (olasz) |
| \| \| 0–1 \| 06:02 - Clarke \| \| Urbanowicz - 08:44 \| 1–1 \| \| \| Zapala - 30:53 \| 2–1 \| \| \| \| 2–2 \| 56:21 - Meyers \| |             |                |             |                                                                       |
| Slabon | Szétlövés   |                |             |                                                                       |
| 18 perc | Büntetések  | 12 perc        |             |                                                                       |
| |             |                |             |                                                                       |
| | 0–1         | 06:02 - Clarke |             |                                                                       |
| Urbanowicz - 08:44 | 1–1         |                |             |                                                                       |
| Zapala - 30:53 | 2–1         |                |             |                                                                       |
| | 2–2         | 56:21 - Meyers |             |                                                                       |

| 2008. november 7. 15:45 | Japán | 2–1 (1–1, 1–0, 0–0) | Nagy-Britannia | Sanok Arena, Sánók Nézőszám: 300 |

| Jegyzőkönyv                                                                                 | Jegyzőkönyv | Jegyzőkönyv    | Jegyzőkönyv | Jegyzőkönyv                                                               |
| ------------------------------------------------------------------------------------------- | ----------- | -------------- | ----------- | ------------------------------------------------------------------------- |
|                                                                                             |             |                |             | Játékvezető: Sorakangas (finn) Vonalbírók: Klich (lengyel) Lederer (cseh) |
| \| Tanaka - 17:50 \| 1–0 \| \| \| \| 1–1 \| 18:33 - Weaver \| \| Obara - 27:48 \| 2–1 \| \| |             |                |             |                                                                           |
| 10 perc                                                                                     | Büntetések  | 4 perc         |             |                                                                           |
|                                                                                             |             |                |             |                                                                           |
| Tanaka - 17:50                                                                              | 1–0         |                |             |                                                                           |
|                                                                                             | 1–1         | 18:33 - Weaver |             |                                                                           |
| Obara - 27:48                                                                               | 2–1         |                |             |                                                                           |

| 2008. november 7. 19:15 | Románia | 1–9 (1–3, 0–3, 0–3) | Lengyelország | Sanok Arena, Sánók Nézőszám: 2400 |

| Jegyzőkönyv | Jegyzőkönyv | Jegyzőkönyv          | Jegyzőkönyv | Jegyzőkönyv                                                            |
| --- | ----------- | -------------------- | ----------- | ---------------------------------------------------------------------- |
| |             |                      |             | Játékvezető: Schimm (német) Vonalbírók: Gajan (szlovák) Linnek (német) |
| \| \| 0–1 \| 00:19 - Zapala \| \| \| 0–2 \| 03:29 - Lopuski \| \| Modovan - 15:02 \| 1–2 \| \| \| \| 1–3 \| 18:02 - Kolusz \| \| \| 1–4 \| 31:10 - Piekarski \| \| \| 1–5 \| 37:05 - Borzecki \| \| \| 1–6 \| 37:55 - Proszkiewicz \| \| \| 1–7 \| 40:52 - Slabon \| \| \| 1–8 \| 47:42 - Zapala \| \| \| 1–9 \| 51:20 - Dronia \| |             |                      |             |                                                                        |
| 14 perc | Büntetések  | 10 perc              |             |                                                                        |
| |             |                      |             |                                                                        |
| | 0–1         | 00:19 - Zapala       |             |                                                                        |
| | 0–2         | 03:29 - Lopuski      |             |                                                                        |
| Modovan - 15:02 | 1–2         |                      |             |                                                                        |
| | 1–3         | 18:02 - Kolusz       |             |                                                                        |
| | 1–4         | 31:10 - Piekarski    |             |                                                                        |
| | 1–5         | 37:05 - Borzecki     |             |                                                                        |
| | 1–6         | 37:55 - Proszkiewicz |             |                                                                        |
| | 1–7         | 40:52 - Slabon       |             |                                                                        |
| | 1–8         | 47:42 - Zapala       |             |                                                                        |
| | 1–9         | 51:20 - Dronia       |             |                                                                        |

| 2008. november 9. 14:30 | Nagy-Britannia | 11–1 (4–0, 3–1, 4–0) | Románia | Sanok Arena, Sánók Nézőszám: 800 |

| Jegyzőkönyv | Jegyzőkönyv | Jegyzőkönyv   | Jegyzőkönyv | Jegyzőkönyv                                                             |
| --- | ----------- | ------------- | ----------- | ----------------------------------------------------------------------- |
| |             |               |             | Játékvezető: Sorakangas (finn) Vonalbírók: Linnek (német) Zatta (olasz) |
| \| Weaver - 04:55 \| 1–0 \| \| \| Shields - 05:45 \| 2–0 \| \| \| Cowley - 07:23 \| 3–0 \| \| \| Clarke - 17:12 \| 4–0 \| \| \| Tait - 22:43 \| 5–0 \| \| \| \| 5–1 \| 25:22 - Antal \| \| Owen - 36:15 \| 6–1 \| \| \| D. Phillips - 37:43 \| 7–1 \| \| \| J. Phillips - 46:01 \| 8–1 \| \| \| Clarke - 48:03 \| 9–1 \| \| \| Richardson - 52:30 \| 10–1 \| \| \| Jamieson - 58:09 \| 11–1 \| \| |             |               |             |                                                                         |
| 10 perc | Büntetések  | 26 perc       |             |                                                                         |
| |             |               |             |                                                                         |
| Weaver - 04:55 | 1–0         |               |             |                                                                         |
| Shields - 05:45 | 2–0         |               |             |                                                                         |
| Cowley - 07:23 | 3–0         |               |             |                                                                         |
| Clarke - 17:12 | 4–0         |               |             |                                                                         |
| Tait - 22:43 | 5–0         |               |             |                                                                         |
| | 5–1         | 25:22 - Antal |             |                                                                         |
| Owen - 36:15 | 6–1         |               |             |                                                                         |
| D. Phillips - 37:43 | 7–1         |               |             |                                                                         |
| J. Phillips - 46:01 | 8–1         |               |             |                                                                         |
| Clarke - 48:03 | 9–1         |               |             |                                                                         |
| Richardson - 52:30 | 10–1        |               |             |                                                                         |
| Jamieson - 58:09 | 11–1        |               |             |                                                                         |

| 2008. november 9. 18:15 | Lengyelország | 1–3 (0–3, 1–0, 0–0) | Japán | Sanok Arena, Sánók Nézőszám: 4000 |

| Jegyzőkönyv | Jegyzőkönyv | Jegyzőkönyv    | Jegyzőkönyv | Jegyzőkönyv                                                            |
| --- | ----------- | -------------- | ----------- | ---------------------------------------------------------------------- |
| |             |                |             | Játékvezető: Husicka (cseh) Vonalbírók: Gajan (szlovák) Lederer (cseh) |
| \| \| 0–1 \| 09:07 - Iimura \| \| \| 0–2 \| 09:31 - Domeki \| \| \| 0–3 \| 12:44 - Obara \| \| Zapala - 28:57 \| 1–3 \| \| |             |                |             |                                                                        |
| 30 perc | Büntetések  | 14 perc        |             |                                                                        |
| |             |                |             |                                                                        |
| | 0–1         | 09:07 - Iimura |             |                                                                        |
| | 0–2         | 09:31 - Domeki |             |                                                                        |
| | 0–3         | 12:44 - Obara  |             |                                                                        |
| Zapala - 28:57 | 1–3         |                |             |                                                                        |

### Harmadik selejtezőkör
Az utolsó selejtezőkörben a 2008-as világranglista 10–18. helyezett csapatai, valamint a második selejtezőkör csoportjainak győztesei vettek részt. A ranglista szerinti három legerősebb csapat játszott hazai pályán (10.–Németország, 11.–Lettország, 12.–Norvégia). A csoportok győztesei kivívták a jogot az olimpián való indulásra.

#### E csoport
Ennek a csoportnak a mérkőzéseit a németországi Hannoverben rendezték 2009. február 5. és 8. között.
| Nemzet      | M | Gy | HGy | HV | V | G+ | G- | Gk | P |
| ----------- | - | -- | --- | -- | - | -- | -- | -- | - |
| Németország | 3 | 3  | 0   | 0  | 0 | 11 | 3  | +8 | 9 |
| Ausztria    | 3 | 1  | 1   | 0  | 1 | 10 | 7  | +3 | 5 |
| Japán       | 3 | 0  | 1   | 0  | 2 | 8  | 16 | –8 | 2 |
| Szlovénia   | 3 | 0  | 0   | 2  | 1 | 8  | 11 | –3 | 2 |

Minden időpont helyi (UTC+1) idő szerint van megadva.
| 2009. február 5. 16:00 | Szlovénia | 3–4 (HH) (0–0, 3–2, 0–0, 0–1) | Ausztria | TUI-Arena, Hannover Nézőszám: 1016 |

| Jegyzőkönyv | Jegyzőkönyv | Jegyzőkönyv      | Jegyzőkönyv | Jegyzőkönyv                                                                                        |
| --- | ----------- | ---------------- | ----------- | -------------------------------------------------------------------------------------------------- |
| |             |                  |             | Játékvezetők: Partanen (finn) Ronnmark (svéd) Vonalbírók: Dedioulia (fehérorosz) Winnekens (német) |
| \| Hebar - 21:48 \| 1–0 \| \| \| \| 1–1 \| 24:52 - Grabner \| \| M. Rodman - 30:30 \| 2–1 \| \| \| \| 2–2 \| 35:39 - Grabner \| \| M. Rodman - 39:44 \| 3–2 \| \| \| \| 3–3 \| 55:01 - Koch \| \| \| 3–4 \| 63:40 - A. Lakos \| |             |                  |             | |
| 10 perc | Büntetések  | 32 perc          |             | |
| |             |                  |             | |
| Hebar - 21:48 | 1–0         |                  |             | |
| | 1–1         | 24:52 - Grabner  |             | |
| M. Rodman - 30:30 | 2–1         |                  |             | |
| | 2–2         | 35:39 - Grabner  |             | |
| M. Rodman - 39:44 | 3–2         |                  |             | |
| | 3–3         | 55:01 - Koch     |             | |
| | 3–4         | 63:40 - A. Lakos |             | |

| 2009. február 5. 19:30 | Németország | 7–1 (3–1, 3–0, 1–0) | Japán | TUI-Arena, Hannover Nézőszám: 4318 |

| Jegyzőkönyv | Jegyzőkönyv | Jegyzőkönyv    | Jegyzőkönyv | Jegyzőkönyv                                                                              |
| --- | ----------- | -------------- | ----------- | ---------------------------------------------------------------------------------------- |
| |             |                |             | Játékvezetők: Savage (kanadai) Sindler (cseh) Vonalbírók: Gebauer (cseh) Wehrli (svájci) |
| \| Seidenberg - 03:57 \| 1–0 \| \| \| Wolf - 06:07 \| 2–0 \| \| \| Gogulla - 15:00 \| 3–0 \| \| \| \| 3–1 \| 19:01 - Domeki \| \| Klinge - 31:28 \| 4–1 \| \| \| R. Muller - 31:57 \| 5–1 \| \| \| Tripp - 32:55 \| 6–1 \| \| \| Tripp - 53:22 \| 7–1 \| \| |             |                |             |                                                                                          |
| 18 perc | Büntetések  | 8 perc         |             |                                                                                          |
| |             |                |             |                                                                                          |
| Seidenberg - 03:57 | 1–0         |                |             |                                                                                          |
| Wolf - 06:07 | 2–0         |                |             |                                                                                          |
| Gogulla - 15:00 | 3–0         |                |             |                                                                                          |
| | 3–1         | 19:01 - Domeki |             |                                                                                          |
| Klinge - 31:28 | 4–1         |                |             |                                                                                          |
| R. Muller - 31:57 | 5–1         |                |             |                                                                                          |
| Tripp - 32:55 | 6–1         |                |             |                                                                                          |
| Tripp - 53:22 | 7–1         |                |             |                                                                                          |

| 2009. február 7. 12:00 | Szlovénia | 4–5 (SZ) (2–1, 2–1, 0–2, 0–0, 0–1) | Japán | TUI-Arena, Hannover Nézőszám: 2380 |

| Jegyzőkönyv | Jegyzőkönyv | Jegyzőkönyv     | Jegyzőkönyv | Jegyzőkönyv                                                                              |
| --- | ----------- | --------------- | ----------- | ---------------------------------------------------------------------------------------- |
| |             |                 |             | Játékvezetők: Partanen (finn) Sindler (cseh) Vonalbírók: Kicha (ukrán) Winnekens (német) |
| \| Razingar - 00:59 \| 1–0 \| \| \| Jan - 11:37 \| 2–0 \| \| \| \| 2–1 \| 16:45 - Domeki \| \| \| 2–2 \| 27:02 - Kawai \| \| Music - 28:45 \| 3–2 \| \| \| Kranjc - 30:34 \| 4–2 \| \| \| \| 4–3 \| 47:00 - Ishioka \| \| \| 4–4 \| 56:12 - Tanaka \| |             |                 |             |                                                                                          |
| | Szétlövés   | Tanaka          |             |                                                                                          |
| 16 perc | Büntetések  | 12 perc         |             |                                                                                          |
| |             |                 |             |                                                                                          |
| Razingar - 00:59 | 1–0         |                 |             |                                                                                          |
| Jan - 11:37 | 2–0         |                 |             |                                                                                          |
| | 2–1         | 16:45 - Domeki  |             |                                                                                          |
| | 2–2         | 27:02 - Kawai   |             |                                                                                          |
| Music - 28:45 | 3–2         |                 |             |                                                                                          |
| Kranjc - 30:34 | 4–2         |                 |             |                                                                                          |
| | 4–3         | 47:00 - Ishioka |             |                                                                                          |
| | 4–4         | 56:12 - Tanaka  |             |                                                                                          |

| 2009. február 7. 15:30 | Ausztria | 1–2 (0–0, 1–2, 0–0) | Németország | TUI-Arena, Hannover Nézőszám: 5034 |

| Jegyzőkönyv                                                                                   | Jegyzőkönyv | Jegyzőkönyv        | Jegyzőkönyv | Jegyzőkönyv                                                                                       |
| --------------------------------------------------------------------------------------------- | ----------- | ------------------ | ----------- | ------------------------------------------------------------------------------------------------- |
|                                                                                               |             |                    |             | Játékvezetők: Ronnmark (svéd) Savage (kanadai) Vonalbírók: Dedioulia (fehérorosz) Wehrli (svájci) |
| \| \| 0–1 \| 22:04 - Seidenberg \| \| Kalt - 30:49 \| 1–1 \| \| \| \| 1–2 \| 33:03 - Tripp \| |             |                    |             |                                                                                                   |
| 10 perc                                                                                       | Büntetések  | 10 perc            |             |                                                                                                   |
|                                                                                               |             |                    |             |                                                                                                   |
|                                                                                               | 0–1         | 22:04 - Seidenberg |             |                                                                                                   |
| Kalt - 30:49                                                                                  | 1–1         |                    |             |                                                                                                   |
|                                                                                               | 1–2         | 33:03 - Tripp      |             |                                                                                                   |

| 2009. február 8. 13:30 | Japán | 2–5 (0–1, 1–3, 1–1) | Ausztria | TUI-Arena, Hannover Nézőszám: 1423 |

| Jegyzőkönyv | Jegyzőkönyv | Jegyzőkönyv      | Jegyzőkönyv | Jegyzőkönyv                                                                                  |
| --- | ----------- | ---------------- | ----------- | -------------------------------------------------------------------------------------------- |
| |             |                  |             | Játékvezetők: Ronnmark (svéd) Savage (kanadai) Vonalbírók: Wehrli (svájci) Winnekens (német) |
| \| \| 0–1 \| 13:05 - Grabner \| \| \| 0–2 \| 26:39 - Grabner \| \| \| 0–3 \| 31:30 - Welser \| \| \| 0–4 \| 31:55 - Grabner \| \| Mitani - 34:45 \| 1–4 \| \| \| Obara - 42:59 \| 2–4 \| \| \| \| 2–5 \| 48:25 - P. Lakos \| |             |                  |             |                                                                                              |
| 8 perc | Büntetések  | 10 perc          |             |                                                                                              |
| |             |                  |             |                                                                                              |
| | 0–1         | 13:05 - Grabner  |             |                                                                                              |
| | 0–2         | 26:39 - Grabner  |             |                                                                                              |
| | 0–3         | 31:30 - Welser   |             |                                                                                              |
| | 0–4         | 31:55 - Grabner  |             |                                                                                              |
| Mitani - 34:45 | 1–4         |                  |             |                                                                                              |
| Obara - 42:59 | 2–4         |                  |             |                                                                                              |
| | 2–5         | 48:25 - P. Lakos |             |                                                                                              |

| 2009. február 8. 17:10 | Németország | 2–1 (1–0, 1–0, 0–1) | Szlovénia | TUI-Arena, Hannover Nézőszám: 3758 |

| Jegyzőkönyv                                                                                  | Jegyzőkönyv | Jegyzőkönyv   | Jegyzőkönyv | Jegyzőkönyv                                                                           |
| -------------------------------------------------------------------------------------------- | ----------- | ------------- | ----------- | ------------------------------------------------------------------------------------- |
|                                                                                              |             |               |             | Játékvezetők: Partanen (finn) Sindler (cseh) Vonalbírók: Gebauer (cseh) Kicha (ukrán) |
| \| Hackert - 12:22 \| 1–0 \| \| \| Mulock - 21:12 \| 2–0 \| \| \| \| 2–1 \| 48:07 - Music \| |             |               |             |                                                                                       |
| 16 perc                                                                                      | Büntetések  | 14 perc       |             |                                                                                       |
|                                                                                              |             |               |             |                                                                                       |
| Hackert - 12:22                                                                              | 1–0         |               |             |                                                                                       |
| Mulock - 21:12                                                                               | 2–0         |               |             |                                                                                       |
|                                                                                              | 2–1         | 48:07 - Music |             |                                                                                       |

#### F csoport
Ennek a csoportnak a mérkőzéseit Lettország fővárosában, Rigában rendezték 2009. február 5. és 8. között.
| Nemzet       | M | Gy | HGy | HV | V | G+ | G- | Gk | P |
| ------------ | - | -- | --- | -- | - | -- | -- | -- | - |
| Lettország   | 3 | 3  | 0   | 0  | 0 | 15 | 6  | +9 | 9 |
| Ukrajna      | 3 | 1  | 1   | 0  | 1 | 9  | 9  | 0  | 5 |
| Olaszország  | 3 | 1  | 0   | 0  | 2 | 7  | 8  | –1 | 3 |
| Magyarország | 3 | 0  | 0   | 1  | 2 | 7  | 15 | –8 | 1 |

Minden időpont helyi (UTC+2) idő szerint van megadva.
| 2009. február 5. 15:00 | Olaszország | 2–3 (0–1, 0–0, 2–2) | Ukrajna | Arena Riga, Riga Nézőszám: 1100 |

| Jegyzőkönyv | Jegyzőkönyv | Jegyzőkönyv        | Jegyzőkönyv | Jegyzőkönyv                                                                           |
| --- | ----------- | ------------------ | ----------- | ------------------------------------------------------------------------------------- |
| |             |                    |             | Játékvezetők: Baluska (szlovák) Minar (cseh) Vonalbírók: Eglitis (lett) Orelma (finn) |
| \| \| 0–1 \| 14:38 - Varlamov \| \| \| 0–2 \| 52:52 - Varlamov \| \| \| 0–3 \| 54:28 - Materukhin \| \| Scandella - 55:11 \| 1–3 \| \| \| Ramoser - 55:37 \| 2–3 \| \| |             |                    |             |                                                                                       |
| 12 perc | Büntetések  | 8 perc             |             |                                                                                       |
| |             |                    |             |                                                                                       |
| | 0–1         | 14:38 - Varlamov   |             |                                                                                       |
| | 0–2         | 52:52 - Varlamov   |             |                                                                                       |
| | 0–3         | 54:28 - Materukhin |             |                                                                                       |
| Scandella - 55:11 | 1–3         |                    |             |                                                                                       |
| Ramoser - 55:37 | 2–3         |                    |             |                                                                                       |

| 2009. február 5. 19:00 | Lettország | 7–3 (1–1, 3–2, 3–0) | Magyarország | Arena Riga, Riga Nézőszám: 4900 |

| Jegyzőkönyv | Jegyzőkönyv | Jegyzőkönyv      | Jegyzőkönyv | Jegyzőkönyv                                                                                    |
| --- | ----------- | ---------------- | ----------- | ---------------------------------------------------------------------------------------------- |
| |             |                  |             | Játékvezetők: Hansen (norvég) Vinnerborg (svéd) Vonalbírók: Kaspar (osztrák) Sabelstrom (svéd) |
| \| \| 0–1 \| 07:06 - Ladányi \| \| Sprukts - 12:33 \| 1–1 \| \| \| Rekis - 25:16 \| 2–1 \| \| \| Darzins - 26:03 \| 3–1 \| \| \| \| 3–2 \| 29:05 - Vas M. \| \| Karsums - 30:37 \| 4–2 \| \| \| \| 4–3 \| 37:59 - Svasznek \| \| Vasiljevs - 48:05 \| 5–3 \| \| \| Darzins - 57:57 \| 6–3 \| \| \| Karsums - 59:29 \| 7–3 \| \| |             |                  |             |                                                                                                |
| 8 perc | Büntetések  | 18 perc          |             |                                                                                                |
| |             |                  |             |                                                                                                |
| | 0–1         | 07:06 - Ladányi  |             |                                                                                                |
| Sprukts - 12:33 | 1–1         |                  |             |                                                                                                |
| Rekis - 25:16 | 2–1         |                  |             |                                                                                                |
| Darzins - 26:03 | 3–1         |                  |             |                                                                                                |
| | 3–2         | 29:05 - Vas M.   |             |                                                                                                |
| Karsums - 30:37 | 4–2         |                  |             |                                                                                                |
| | 4–3         | 37:59 - Svasznek |             |                                                                                                |
| Vasiljevs - 48:05 | 5–3         |                  |             |                                                                                                |
| Darzins - 57:57 | 6–3         |                  |             |                                                                                                |
| Karsums - 59:29 | 7–3         |                  |             |                                                                                                |

| 2009. február 6. 15:00 | Olaszország | 4–1 (2–0, 1–0, 1–1) | Magyarország | Arena Riga, Riga Nézőszám: 900 |

| Jegyzőkönyv | Jegyzőkönyv | Jegyzőkönyv      | Jegyzőkönyv | Jegyzőkönyv                                                                            |
| --- | ----------- | ---------------- | ----------- | -------------------------------------------------------------------------------------- |
| |             |                  |             | Játékvezetők: Baluska (szlovák) Minar (cseh) Vonalbírók: Eglitis (lett) Lederer (cseh) |
| \| Ansoldi - 13:42 \| 1–0 \| \| \| Aquino - 14:17 \| 2–0 \| \| \| Pittis - 27:29 \| 3–0 \| \| \| Chitarroni - 45:44 \| 4–0 \| \| \| \| 4–1 \| 58:49 - Svasznek \| |             |                  |             |                                                                                        |
| 20 perc | Büntetések  | 12 perc          |             |                                                                                        |
| |             |                  |             |                                                                                        |
| Ansoldi - 13:42 | 1–0         |                  |             |                                                                                        |
| Aquino - 14:17 | 2–0         |                  |             |                                                                                        |
| Pittis - 27:29 | 3–0         |                  |             |                                                                                        |
| Chitarroni - 45:44 | 4–0         |                  |             |                                                                                        |
| | 4–1         | 58:49 - Svasznek |             |                                                                                        |

| 2009. február 6. 19:00 | Ukrajna | 2–4 (1–0, 0–2, 1–2) | Lettország | Arena Riga, Riga Nézőszám: 8250 |

| Jegyzőkönyv | Jegyzőkönyv | Jegyzőkönyv        | Jegyzőkönyv | Jegyzőkönyv                                                                                 |
| --- | ----------- | ------------------ | ----------- | ------------------------------------------------------------------------------------------- |
| |             |                    |             | Játékvezetők: Hansen (norvég) Vinnerborg (svéd) Vonalbírók: Orelma (finn) Sabelstrom (svéd) |
| \| Sriubko - 18:57 \| 1–0 \| \| \| \| 1–1 \| 24:40 - Karsums \| \| \| 1–2 \| 33:38 - M. Redlihs \| \| \| 1–3 \| 47:31 - Nizivijs \| \| Klymentiev - 58:48 \| 2–3 \| \| \| \| 2–4 \| 59:45 - Sprukts \| |             |                    |             |                                                                                             |
| 48 perc | Büntetések  | 30 perc            |             |                                                                                             |
| |             |                    |             |                                                                                             |
| Sriubko - 18:57 | 1–0         |                    |             |                                                                                             |
| | 1–1         | 24:40 - Karsums    |             |                                                                                             |
| | 1–2         | 33:38 - M. Redlihs |             |                                                                                             |
| | 1–3         | 47:31 - Nizivijs   |             |                                                                                             |
| Klymentiev - 58:48 | 2–3         |                    |             |                                                                                             |
| | 2–4         | 59:45 - Sprukts    |             |                                                                                             |

| 2009. február 8. 13:00 | Magyarország | 3–4 (SZ) (0–0, 2–0, 1–3, 0–0, 0–1) | Ukrajna | Arena Riga, Riga Nézőszám: 1900 |

| Jegyzőkönyv | Jegyzőkönyv | Jegyzőkönyv          | Jegyzőkönyv | Jegyzőkönyv                                                                              |
| --- | ----------- | -------------------- | ----------- | ---------------------------------------------------------------------------------------- |
| |             |                      |             | Játékvezetők: Baluska (szlovák) Minar (cseh) Vonalbírók: Kaspar (osztrák) Lederer (cseh) |
| \| Vas J. - 21:47 \| 1–0 \| \| \| Ocskay - 31:28 \| 2–0 \| \| \| \| 2–1 \| 51:39 - Timchenko \| \| \| 2–2 \| 54:41 - Materukhin \| \| Palkovics - 57:25 \| 3–2 \| \| \| \| 3–3 \| 58:44 - Shakhraychuk \| |             |                      |             |                                                                                          |
| | Szétlövés   | Varlamov             |             |                                                                                          |
| 22 perc | Büntetések  | 14 perc              |             |                                                                                          |
| |             |                      |             |                                                                                          |
| Vas J. - 21:47 | 1–0         |                      |             |                                                                                          |
| Ocskay - 31:28 | 2–0         |                      |             |                                                                                          |
| | 2–1         | 51:39 - Timchenko    |             |                                                                                          |
| | 2–2         | 54:41 - Materukhin   |             |                                                                                          |
| Palkovics - 57:25 | 3–2         |                      |             |                                                                                          |
| | 3–3         | 58:44 - Shakhraychuk |             |                                                                                          |

| 2009. február 8. 17:00 | Lettország | 4–1 (2–0, 1–0, 1–1) | Olaszország | Arena Riga, Riga Nézőszám: 10 000 |

| Jegyzőkönyv | Jegyzőkönyv | Jegyzőkönyv       | Jegyzőkönyv | Jegyzőkönyv                                                                                 |
| --- | ----------- | ----------------- | ----------- | ------------------------------------------------------------------------------------------- |
| |             |                   |             | Játékvezetők: Hansen (norvég) Vinnerborg (svéd) Vonalbírók: Orelma (finn) Sabelstrom (svéd) |
| \| Ankipans - 08:48 \| 1–0 \| \| \| Cipulis - 10:01 \| 2–0 \| \| \| Karsums - 34:25 \| 3–0 \| \| \| \| 3–1 \| 40:15 - Scandella \| \| Darzins - 42:59 \| 4–1 \| \| |             |                   |             |                                                                                             |
| 12 perc | Büntetések  | 18 perc           |             |                                                                                             |
| |             |                   |             |                                                                                             |
| Ankipans - 08:48 | 1–0         |                   |             |                                                                                             |
| Cipulis - 10:01 | 2–0         |                   |             |                                                                                             |
| Karsums - 34:25 | 3–0         |                   |             |                                                                                             |
| | 3–1         | 40:15 - Scandella |             |                                                                                             |
| Darzins - 42:59 | 4–1         |                   |             |                                                                                             |

#### G csoport
Ennek a csoportnak a mérkőzéseit Norvégia fővárosában, Oslóban rendezték 2009. február 5. és 8. között.
| Nemzet        | M | Gy | HGy | HV | V | G+ | G- | Gk | P |
| ------------- | - | -- | --- | -- | - | -- | -- | -- | - |
| Norvégia      | 3 | 3  | 0   | 0  | 0 | 10 | 6  | +4 | 9 |
| Dánia         | 3 | 1  | 0   | 1  | 1 | 7  | 9  | –2 | 4 |
| Kazahsztán    | 3 | 1  | 0   | 0  | 2 | 11 | 7  | +4 | 3 |
| Franciaország | 3 | 0  | 1   | 0  | 2 | 6  | 12 | –6 | 2 |

Minden időpont helyi (UTC+1) idő szerint van megadva.
| 2009. február 5. 15:00 | Dánia | 1–2 (HH) (1–0, 0–0, 0–1, 0–1) | Franciaország | Jordal Amfi, Oslo Nézőszám: 325 |

| Jegyzőkönyv                                                                                    | Jegyzőkönyv | Jegyzőkönyv       | Jegyzőkönyv | Jegyzőkönyv                                                                                              |
| ---------------------------------------------------------------------------------------------- | ----------- | ----------------- | ----------- | --- |
|                                                                                                |             |                   |             | Játékvezetők: Kadyrov (orosz) Looker (egyesült államokbeli) Vonalbírók: Fonselius (finn) Gienke (norvég) |
| \| Nielsen - 08:11 \| 1–0 \| \| \| \| 1–1 \| 43:19 - Bordeleau \| \| \| 1–2 \| 61:18 - Amar \| |             |                   |             | |
| 10 perc                                                                                        | Büntetések  | 8 perc            |             | |
|                                                                                                |             |                   |             | |
| Nielsen - 08:11                                                                                | 1–0         |                   |             | |
|                                                                                                | 1–1         | 43:19 - Bordeleau |             | |
|                                                                                                | 1–2         | 61:18 - Amar      |             | |

| 2009. február 5. 19:00 | Norvégia | 2–1 (0–0, 2–1, 0–0) | Kazahsztán | Jordal Amfi, Oslo Nézőszám: 2069 |

| Jegyzőkönyv                                                                                                 | Jegyzőkönyv | Jegyzőkönyv             | Jegyzőkönyv | Jegyzőkönyv                                                                         |
| --- | ----------- | ----------------------- | ----------- | ----------------------------------------------------------------------------------- |
| |             |                         |             | Játékvezetők: Persson (svéd) Ronn (finn) Vonalbírók: Carlman (svéd) Oskirko (orosz) |
| \| Thoresen - 26:49 \| 1–0 \| \| \| \| 1–1 \| 29:55 - Krasnoslobotsev \| \| Vikingstad - 33:00 \| 2–1 \| \| |             |                         |             |                                                                                     |
| 8 perc | Büntetések  | 14 perc                 |             |                                                                                     |
| |             |                         |             |                                                                                     |
| Thoresen - 26:49                                                                                            | 1–0         |                         |             |                                                                                     |
| | 1–1         | 29:55 - Krasnoslobotsev |             |                                                                                     |
| Vikingstad - 33:00                                                                                          | 2–1         |                         |             |                                                                                     |

| 2009. február 7. 13:00 | Dánia | 3–2 (1–1, 1–0, 1–1) | Kazahsztán | Jordal Amfi, Oslo Nézőszám: 455 |

| Jegyzőkönyv | Jegyzőkönyv | Jegyzőkönyv       | Jegyzőkönyv | Jegyzőkönyv                                                                                        |
| --- | ----------- | ----------------- | ----------- | -------------------------------------------------------------------------------------------------- |
| |             |                   |             | Játékvezetők: Looker (egyesült államokbeli) Ronn (finn) Vonalbírók: Carlman (svéd) Gienke (norvég) |
| \| \| 0–1 \| 04:58 - Savchenko \| \| Eller - 05:34 \| 1–1 \| \| \| Damgaard - 34:54 \| 2–1 \| \| \| Green - 46:36 \| 3–1 \| \| \| \| 3–2 \| 59:59 - Kassatkin \| |             |                   |             | |
| 8 perc | Büntetések  | 22 perc           |             | |
| |             |                   |             | |
| | 0–1         | 04:58 - Savchenko |             | |
| Eller - 05:34 | 1–1         |                   |             | |
| Damgaard - 34:54 | 2–1         |                   |             | |
| Green - 46:36 | 3–1         |                   |             | |
| | 3–2         | 59:59 - Kassatkin |             | |

| 2009. február 7. 17:00 | Franciaország | 2–3 (0–1, 1–2, 1–0) | Norvégia | Jordal Amfi, Oslo Nézőszám: 2313 |

| Jegyzőkönyv | Jegyzőkönyv | Jegyzőkönyv        | Jegyzőkönyv | Jegyzőkönyv                                                                             |
| --- | ----------- | ------------------ | ----------- | --------------------------------------------------------------------------------------- |
| |             |                    |             | Játékvezetők: Kadyrov (orosz) Persson (svéd) Vonalbírók: Oskirko (orosz) Wirth (svájci) |
| \| \| 0–1 \| 17:32 - Vikingstad \| \| Bellemare - 27:15 \| 1–1 \| \| \| \| 1–2 \| 35:52 - Vikingstad \| \| \| 1–3 \| 37:43 - Ask \| \| Coqueux - 40:17 \| 2–3 \| \| |             |                    |             |                                                                                         |
| 12 perc | Büntetések  | 12 perc            |             |                                                                                         |
| |             |                    |             |                                                                                         |
| | 0–1         | 17:32 - Vikingstad |             |                                                                                         |
| Bellemare - 27:15 | 1–1         |                    |             |                                                                                         |
| | 1–2         | 35:52 - Vikingstad |             |                                                                                         |
| | 1–3         | 37:43 - Ask        |             |                                                                                         |
| Coqueux - 40:17 | 2–3         |                    |             |                                                                                         |

| 2009. február 8. 13:00 | Kazahsztán | 8–2 (2–0, 3–1, 3–1) | Franciaország | Jordal Amfi, Oslo Nézőszám: 314 |

| Jegyzőkönyv | Jegyzőkönyv | Jegyzőkönyv       | Jegyzőkönyv | Jegyzőkönyv                                                                             |
| --- | ----------- | ----------------- | ----------- | --------------------------------------------------------------------------------------- |
| |             |                   |             | Játékvezetők: Kadyrov (orosz) Persson (svéd) Vonalbírók: Gienke (norvég) Wirth (svájci) |
| \| Starchenko - 05:50 \| 1–0 \| \| \| Savchenko - 06:13 \| 2–0 \| \| \| Solarev - 25:27 \| 3–0 \| \| \| Ogorodnikov - 26:08 \| 4–0 \| \| \| Kassatkin - 33:40 \| 5–0 \| \| \| \| 5–1 \| 37:16 - Rozenthal \| \| Rifel - 48:40 \| 6–1 \| \| \| Gavrilin - 53:42 \| 7–1 \| \| \| Krasnoslobotsev - 54:10 \| 8–1 \| \| \| \| 8–2 \| 58:53 - Tardif \| |             |                   |             |                                                                                         |
| 16 perc | Büntetések  | 16 perc           |             |                                                                                         |
| |             |                   |             |                                                                                         |
| Starchenko - 05:50 | 1–0         |                   |             |                                                                                         |
| Savchenko - 06:13 | 2–0         |                   |             |                                                                                         |
| Solarev - 25:27 | 3–0         |                   |             |                                                                                         |
| Ogorodnikov - 26:08 | 4–0         |                   |             |                                                                                         |
| Kassatkin - 33:40 | 5–0         |                   |             |                                                                                         |
| | 5–1         | 37:16 - Rozenthal |             |                                                                                         |
| Rifel - 48:40 | 6–1         |                   |             |                                                                                         |
| Gavrilin - 53:42 | 7–1         |                   |             |                                                                                         |
| Krasnoslobotsev - 54:10 | 8–1         |                   |             |                                                                                         |
| | 8–2         | 58:53 - Tardif    |             |                                                                                         |

| 2009. február 8. 17:00 | Norvégia | 5–3 (1–2, 2–0, 2–1) | Dánia | Jordal Amfi, Oslo Nézőszám: 3014 |

| Jegyzőkönyv | Jegyzőkönyv | Jegyzőkönyv    | Jegyzőkönyv | Jegyzőkönyv                                                                                         |
| --- | ----------- | -------------- | ----------- | --------------------------------------------------------------------------------------------------- |
| |             |                |             | Játékvezetők: Looker (egyesült államokbeli) Ronn (finn) Vonalbírók: Carlman (svéd) Fonselius (finn) |
| \| \| 0–1 \| 00:45 - Bodker \| \| Spets - 04:09 \| 1–1 \| \| \| \| 1–2 \| 14:43 - Hardt \| \| Thoresen - 27:54 \| 2–2 \| \| \| Thoresen - 37:26 \| 3–2 \| \| \| Holos - 49:40 \| 4–2 \| \| \| \| 4–3 \| 56:36 - Olsen \| \| Thoresen - 58:13 \| 5–3 \| \| |             |                |             | |
| 26 perc | Büntetések  | 12 perc        |             | |
| |             |                |             | |
| | 0–1         | 00:45 - Bodker |             | |
| Spets - 04:09 | 1–1         |                |             | |
| | 1–2         | 14:43 - Hardt  |             | |
| Thoresen - 27:54 | 2–2         |                |             | |
| Thoresen - 37:26 | 3–2         |                |             | |
| Holos - 49:40 | 4–2         |                |             | |
| | 4–3         | 56:36 - Olsen  |             | |
| Thoresen - 58:13 | 5–3         |                |             | |